# 호걸춘풍
"호걸춘풍"은 한국에서 제작된 이혁수 감독의 1987년 영화이다. 이대근 등이 주연으로 출연하였고 이우영 등이 제작에 참여하였다.

## 출연

### 주연
- 이대근
- 이미지
- 김상순
- 명희
- 김형자

## 기타
- 제작부장: 이금복
- 조명: 조길수
- 미술: 김유준